# Huta Toruan VI
Huta Toruan VI is een bestuurslaag in het regentschap Tapanuli Utara van de provincie Noord-Sumatra, Indonesië. Huta Toruan VI telt 628 inwoners (volkstelling 2010).